# Odd Hassel
Odd Hassel (født 17. maj 1897 i Kristiania, død 11. maj 1981) var en norsk kemiker og nobelprismodtager. Han fik Nobelprisen i kemi i 1969 sammen med Sir Derek Barton "for sin indsats for konfirmationsbegrebets udvikling og anvendelse indenfor kemien".
Han var søn af gynækologen Ernst Hassel og Mathilde Klaveness, og studerede matematik, fysik og kemi ved Universitetet i Oslo mellem 1915 og 1920. Etter et år fri i Sydeuropa drog han til Tyskland hvor han fik arbejde først i München og derefter i Berlin, hvor han tog en doktorgrad i 1924. Faren døde da Odd var otte år gammel, og moren opdrog børnene alene. Han boede sammen med moren til han var 35. Siden boede han ved Blindern. Han var ugift. 
Hassel blev i 1925 ansat ved Universitetet i Oslo, først som stipendiat, fra 1926 som docent og fra 1934 som Norges første professor i fysisk kemi. Han gik av med pension i 1964.
Foruden Nobelprisen var han ridder af 1. klasse af Sankt Olavs Orden, æresdoktor ved universiteterne i København og Stockholm, og medlem af både det Kgl. Norske Videnskapers Selskab og de danske og svenske videnskabsselskaber. Han var medlem af Det Norske Videnskaps-Akademi og The Chemical Society i London, og æresmedlem af Norsk Kjemisk Selskap. Han fik Gunnerusmedaljen i 1964, og samme år blev han den første som modtog Guldberg-Waage-medaljen.